# Jordi de Sant Jordi

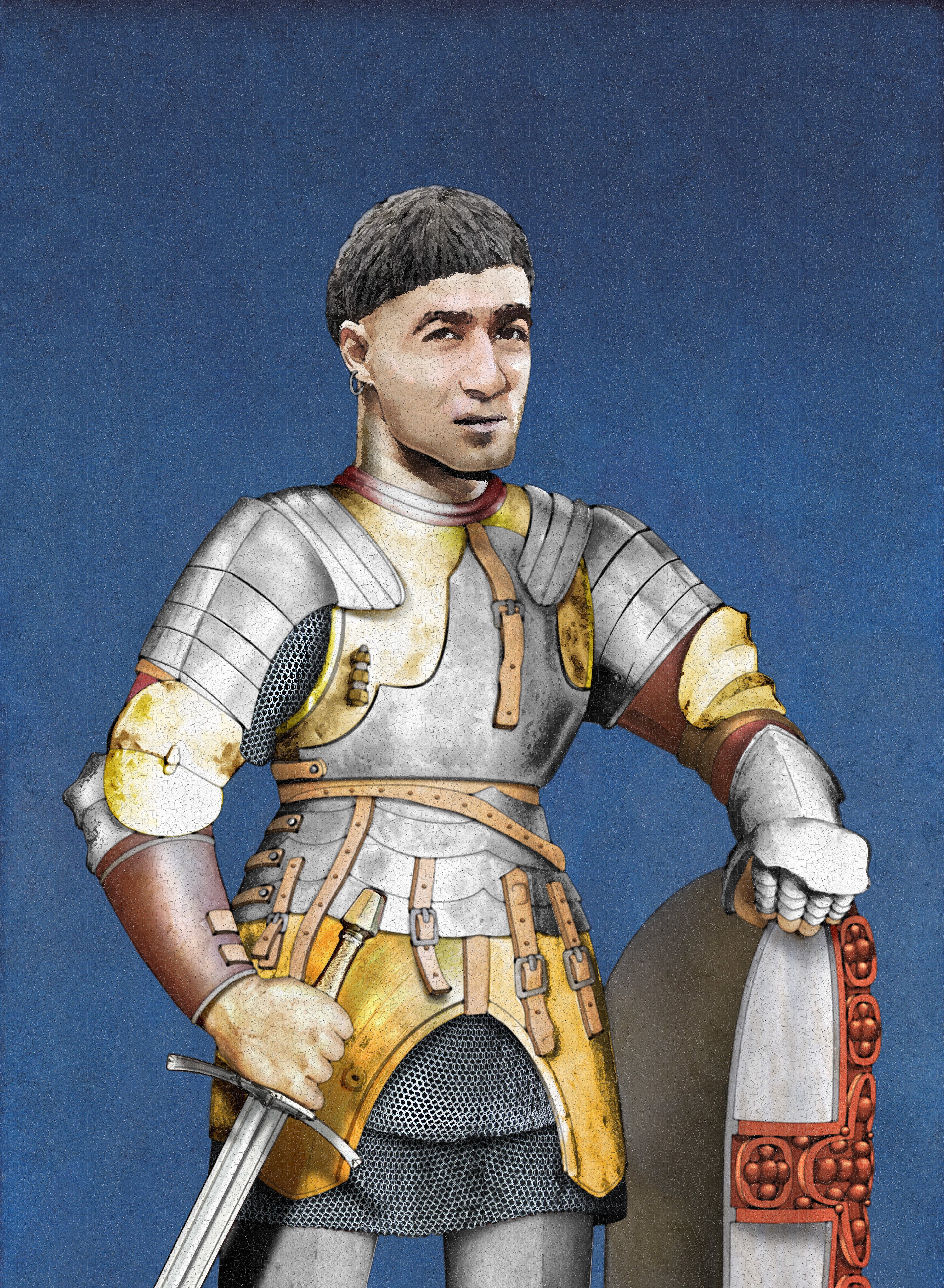
Jordi de Sant Jordi i Neapel, strax innan han togs till fängelse, 1423.

Jordi de Sant Jordi, riddare och författare på katalanska språket, föddes i Prepuso i Valencia mellan 1399 och 1400 och dog antagligen 1424 i slottet la Vall d'Uixó. Han var son till muslimska konvertiter. Han tjänstgjorde som kunglig betjänt och åtnjöt beskydd av kung Alfons V av Aragonien. 
Han deltog i anfallet på Calvi och i belägringen av Bonifacio och, alltid vid monarkens sida, gick in i Neapel, där han befann sig den 30 maj 1423, då staden blev ockuperad av Francesco Sforza och han togs tillfånga. I sin cell skrev han poemet "Fången" (Prisionero), i vilket han uttrycker sin ångest och sin längtan efter det överdådiga hovlivet och sitt förtroende för en nära frigivning genom ingripande av kungen.